# John Hawkins (pisarz)
John Hawkins (ur. 29 marca 1719 w Londynie, zm. 21 maja 1789 tamże) – angielski teoretyk i historyk muzyki. 

## Życiorys
Zwiedzał całą XVIII-wieczną Europę badając życie muzyczne na dworach i w stolicach. Najciekawsze relacje Hawkinsa pochodzą z dworu króla Prus Fryderyka II. Poznał tam wielu pruskich kompozytorów takich jak Carl Heinrich Graun i Carl Philipp Emanuel Bach.

## Twórczość
Jego największym dziełem jest A General History of the Science and Practice of Music. Zawiera ono informacje na temat życia muzycznego współczesnego mu Londynu, a także innowacji pochodzących z XVI i XVII wieku.
Hawkins wydał także wiele monografii m.in. na temat muzyki twórców takich jak np. Arcangelo Corelli, a także artystów nie będących muzykami, jak jego znajomy Samuel Johnson (autor Dictionnary of the English Language z 1755 roku).
Wśród przyjaciół Hawkinsa znajdowali się Georg Friedrich Händel i John Stanley.
Sam Hawkins próbował swych sił jako kompozytor, w późniejszym okresie swego życia tworząc głównie na gitarę w stylu wczesnego klasycyzmu.

## Dzieła
- General History of Music (1776)